# Lazzaro Spallanzani

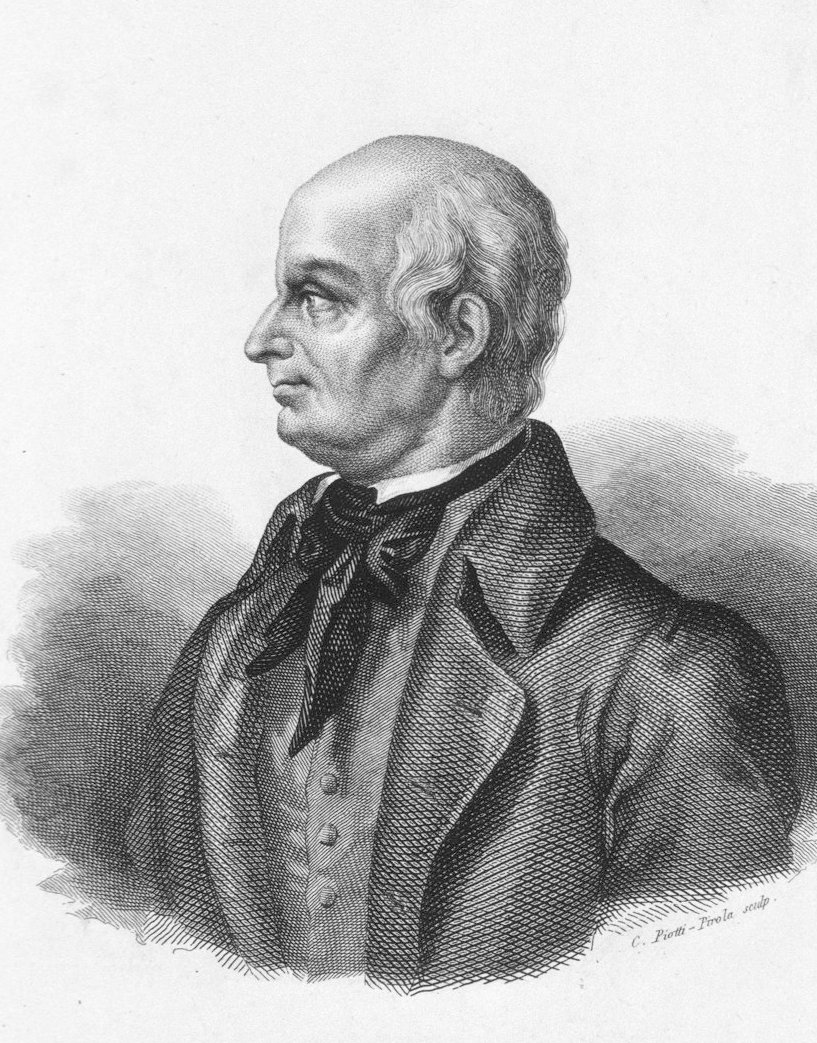
Lazzaro Spallanzani

Lazzaro Spallanzani (Scandiano, 10 januari 1729 – Pavia, 12 februari 1799) was een Italiaans bioloog die belangrijke bijdragen leverde aan het onderzoek naar lichaamsfuncties en dierlijke voortplanting. Zijn onderzoekswerk op het gebied van biogenese was de basis voor het werk van Louis Pasteur.

## Leven
Spallanzani studeerde aanvankelijk rechten aan de Universiteit van Bologna. Hij veranderde van studierichting, waarschijnlijk onder invloed van zijn familielid Laura Bassi, bij wie hij natuurfilosofie en wiskunde ging studeren. Op uitnodiging van Maria Theresia van Oostenrijk accepteerde hij een leerstoel in natuurlijke historie aan de Universiteit van Pavia. Tevens werd hij er directeur van het universiteitsmuseum. In juni 1768 werd hij gekozen als Fellow of the Royal Society en in 1775 als buitenlands lid van de Zweedse Kungliga Vetenskapsakademien.
In 1785 werd Spallanzani gevraagd door de Universiteit van Padua. Om te voorkomen dat hij de Universiteit van Pavia zou verlaten verdubbelde Keizer Jozef II zijn salaris en gaf hem verlof naar Turkije te reizen, waar hij bijna een jaar bleef. Hij keerde via Wenen, waar hij de keizer bezocht, terug naar Pavia.
Spallanzani overleed op 70-jarige leeftijd aan blaaskanker. Na zijn dood werd zijn blaas onderzocht door collega's, en tentoongesteld in het museum van Pavia.

## Ontdekkingen

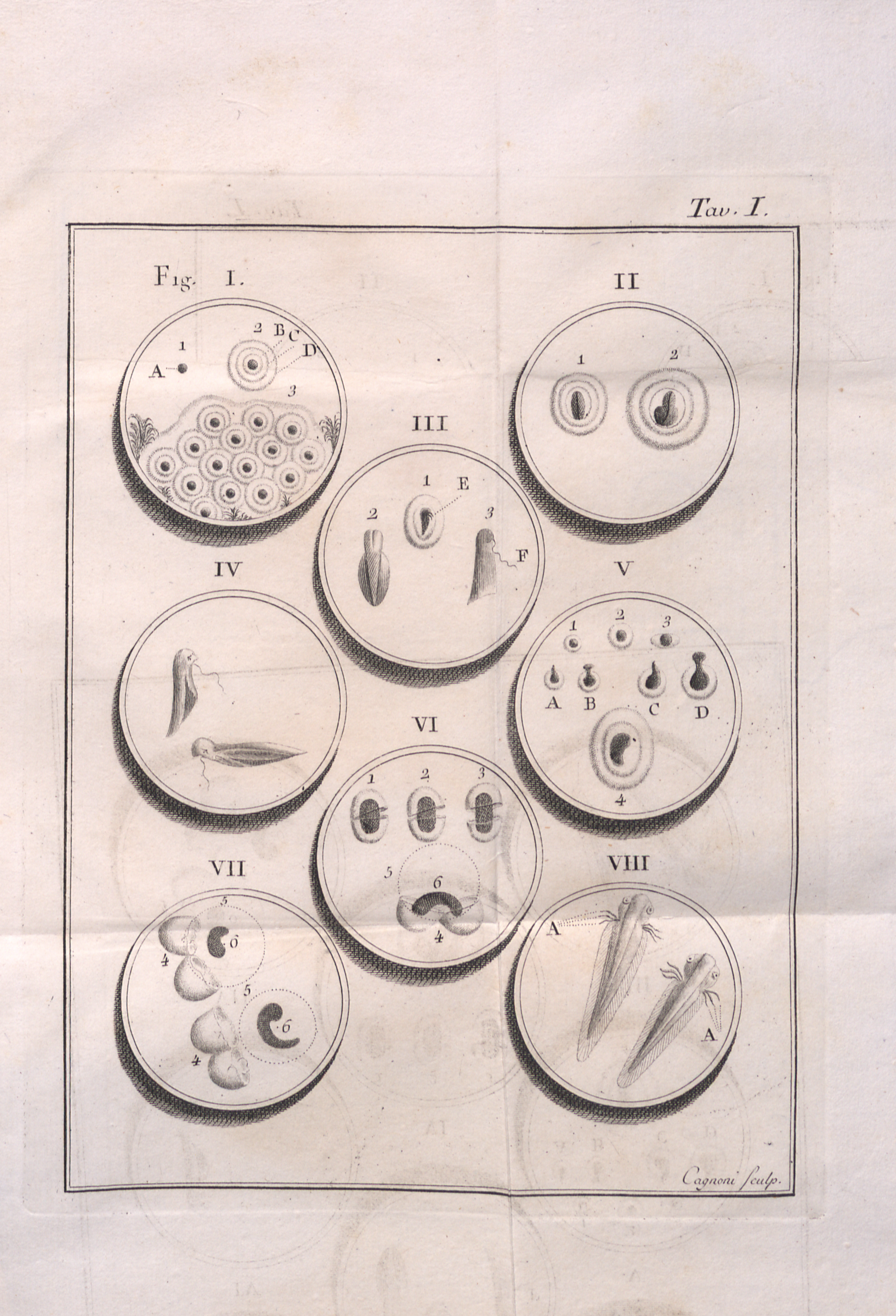
Dissertazioni di fisica animale e vegetabile, 1780

Spallanzani onderzocht de spontane generatie zoals aangehangen door onder andere Georges-Louis Leclerc de Buffon en John Needham. Needham had flessen afgesloten met een kurk, en ontdekte dat er na verhitting van de fles toch leven in terug te vinden was. Dit moest volgens Needham spontaan zijn ontstaan; omdat de fles was afgesloten kon het niet van buiten in de fles zijn gekomen.

Spallanzani deed proeven met aftreksels van zaden in glazen flessen die op vier manieren werden afgesloten:
- een serie flessen werd niet afgesloten
- een serie flessen werd afgesloten met een wattenprop
- een serie flessen werd afgesloten met een houten stop
- een serie flessen werd dicht gesmolten

Hij verwarmde de flessen. Als hij kort verwarmde vond hij in alle flessen micro-organismen, maar hoe beter afgesloten hoe minder micro-organismen. Als hij de flessen een half uur verhitte, en daarna liet afkoelen, kwamen in de flessen die dichtgesmolten waren helemaal geen micro-organismen voor, maar in de overige flessen wel. Spallanzani concludeerde dat micro-organismen niet door spontane generatie ontstonden, maar via de lucht de flessen binnenkwamen. Dit was in strijd met de opvatting van Needham, die daarop stelde dat de lucht in de afgesloten fles door de verhitting veranderd was, waardoor daarin geen leven kon ontstaan. Dit dispuut zou pas door Louis Pasteur definitief worden beslecht.
Daarnaast onderzocht Spallanzani de voortplanting van zoogdieren. Hij toonde aan dat hiervoor sperma en een eicel nodig was. Spallanzani was de eerste die in-vitrofertilisatie uitvoerde, bij kikkers, en kunstmatige inseminatie bij honden.
Ook voerde hij experimenten uit met betrekking tot het navigatievermogen van vleermuizen in de duisternis. Hij concludeerde dat ze geluiden gebruikten en navigeerden op hun gehoor. Hij was de pionier van het onderzoek naar echolocatie. Voor de eerste experimenten met echolocatie moest Lazzaro Spallanzani vleermuizen eerst blind maken.